# Baixada Esporte Clube
O Baixada Esporte Clube, também conhecido como BEC,  é um clube de futsal profissional, brasileiro, baseado na cidade de Guarapuava. Atualmente, disputa a  Chave Bronze do Campeonato Paranaense de Futsal.

## Títulos

### Amadores
- Campeonato Citadino de Futsal de Guarapuava: 2[2] (Campeonato Citadino de Futsal de Guarapuava de 2012) e (Campeonato Citadino de Futsal de Guarapuava de 2013)

## Classicos
- Pitanga Futsal x  BEC Futsal
- Associação Iratiense de Futebol de Salão x  BEC Futsal
- Palmas Futsal x  BEC